# ギコンゴロ
ギコンゴロ (Gikongoro) は、ルワンダの南部州の都市。かつてはギコンゴロ県の中心都市であった（ギコンゴロ県は2006年、南部州に再編された）。人口は16,695人（2012年国勢調査）。